# Bellou-le-Trichard
Bellou-le-Trichard là một xã thuộc tỉnh Orne vùng Normandie tây bắc nước nước Pháp. Xã này nằm ở khu vực có độ cao trung bình 180 mét trên mực nước biển.